# هنري فير
هنري فير هو رياضياتي وأستاذ جامعي سويسري، ولد في 2 فبراير 1870 في زيورخ في سويسرا، وتوفي في 1954 في جنيف في سويسرا.